# マイライフ マイラブ ぼくの夢わたしの願い
マイライフ マイラブ ぼくの夢わたしの願い（マイライフ マイラブ ぼくのゆめわたしのねがい）は1991年にパンドラボックス製作、バンプレストから発売されたファミリーコンピュータ用ソフトである。

## 概要
キャラクターデザインに森下裕美を使い、サイコロを転がして、そのマスにあるイベントを体験し1世紀（100年）分を生き抜くテーブルゲームであるが、製作のパンドラボックス（当項参照）の影響か下記の特徴があり、育成シミュレーションゲームの要素が非常に強いゲームである。
- プレイヤーは一人。
- 出身地、家族構成、親の職業、家庭の経済状況を全て自身で決める。
- ゲームプレイ中、サイコロを転がす他にコマンドモードがあり、自身で起こす行動（部活を選んで入部、資格試験を選び受ける、結婚する、友達と絶交、就活等）を選ぶ。
- プレイヤー以外の家族、友達には寿命、死の概念がある。
- パラメーターが非常に多くかつ細かく付けられている。
- それぞれの要素でランクが付けられており、全てにおいて1位を取るのが目標である。